# Geogamasus trispinosus
Geogamasus trispinosus är en spindeldjursart som beskrevs av Wolfgang Karg 1976. Geogamasus trispinosus ingår i släktet Geogamasus och familjen Ologamasidae. Inga underarter finns listade i Catalogue of Life.